# Stars Dance
Stars Dance là album phòng thu solo đầu tay của nữ ca sĩ Selena Gomez, sau khi phát hành ba album phòng thu với ban nhạc Selena Gomez & the Scene. Stars Dance được phát hành vào ngày 19 tháng 7 năm 2013 bởi hãng Hollywood Records.

## Các đĩa đơn
| Đánh giá chuyên môn | Đánh giá chuyên môn |
| Nguồn đánh giá      | Nguồn đánh giá      |
| Nguồn               | Đánh giá            |
| ------------------- | ------------------- |
| AllMusic            | [ 2 ]               |
| Billboard           | 78/100              |
| The Boston Globe    | favorable           |
| The Guardian        | [ 5 ]               |
| The Independent     | [ 6 ]               |
| Los Angeles Times   | [ 7 ]               |
| The Observer        | [ 8 ]               |
| Rolling Stone       | [ 9 ]               |
| Slant Magazine      | [ 10 ]              |

Đĩa đơn đầu tiên từ album, "Come & Get It", trở thành đĩa đơn hit đầu tiên trong sự nghiệp solo của cô. Nó đã đạt đến vị trí thứ 6 trên bảng xếp hạng Billboard Hot 100. Selena đã phát hành album solo đầu tiên trong sự nghiệp, Stars Dance, vào ngày 23 tháng 7 năm 2013. Album đã đứng đầu bảng xếp hạng Billboard 200, và là album đầu tiên của cô làm được điều đó. Đến tháng 9 năm 2014, Stars Dance đã bán được 400,000 bản trên toàn nước Mỹ Nó là album duy nhất của cô chưa đạt được chứng nhận từ RIAA. Đĩa đơn thứ hai từ album, "Slow Down", không lập lại được thành công của Come & Get It. Selena còn có Stars Dance Tour để quảng bá cho album.

## Danh sách bài hát
| STT | Nhan đề              | Sáng tác                                                                                    | Producer(s)                                         | Thời lượng |
| --- | -------------------- | ------------------------------------------------------------------------------------------- | --------------------------------------------------- | ---------- |
| 1.  | "Birthday"           | Crista Russo Mike Del Rio Jacob Kasher Hindlin                                              | Del Rio Matt Beckley [a]                            | 3:20       |
| 2.  | "Slow Down"          | Lindy Robbins Julia Michaels Niles Hollowell-Dhar David Kuncio Freddy Wexler                | The Cataracs Kuncio [b]                             | 3:30       |
| 3.  | "Stars Dance"        | Antonina Armato Tim James Adam Schmalholz                                                   | Rock Mafia Dubkiller [c] Steve Hammond [c]          | 3:37       |
| 4.  | "Like a Champion"    | Daniel James Leah Haywood Bebe Rexha Mark Myrie Leroy Sibbles                               | Dreamlab                                            | 2:55       |
| 5.  | "Come & Get It"      | Ester Dean M.S. Eriksen T.E. Hermansen                                                      | Stargate Dreamlab [a] Dean [a]                      | 3:51       |
| 6.  | "Forget Forever"     | Jason Evigan Clarence Coffee Alexander Izquierdo Jordan Johnson Stefan Johnson Marcus Lomax | The Monsters and the Strangerz Evigan Dan Brook [a] | 4:11       |
| 7.  | "Save the Day"       | Mitch Allan Evigan Livvi Franc                                                              | The Suspex                                          | 3:52       |
| 8.  | "B.E.A.T."           | Wexler Jai Marlon Heather Jeanette Miley                                                    | Wexler Marlon P. Andredi [c]                        | 3:04       |
| 9.  | "Write Your Name"    | D. James Haywood Arnthor Birgisson                                                          | Dreamlab                                            | 3:16       |
| 10. | "Undercover"         | Hollowell-Dhar Robbins Michaels Rome Ramirez                                                | The Cataracs                                        | 3:53       |
| 11. | "Love Will Remember" | Armato Desmond Child David Jost T. James                                                    | Rock Mafia Dubkiller [c]                            | 3:30       |

| International bonus tracks | International bonus tracks | International bonus tracks            | International bonus tracks | International bonus tracks |
| STT                        | Nhan đề                    | Sáng tác                              | Producer(s)                | Thời lượng                 |
| -------------------------- | -------------------------- | ------------------------------------- | -------------------------- | -------------------------- |
| 12.                        | "Nobody Does It Like You"  | Selena Gomez Toby Gad Robbins         | Gad AFSHeeN [c]            | 3:56                       |
| 13.                        | "Music Feels Better"       | Gomez Haywood D. James Jeremy Coleman | JMike Dreamlab Rob Ghost   | 3:10                       |

| International deluxe edition/Target exclusive tracks | International deluxe edition/Target exclusive tracks | International deluxe edition/Target exclusive tracks                               | International deluxe edition/Target exclusive tracks | International deluxe edition/Target exclusive tracks |
| STT                                                  | Nhan đề                                              | Sáng tác                                                                           | Producer(s)                                          | Thời lượng                                           |
| ---------------------------------------------------- | ---------------------------------------------------- | ---------------------------------------------------------------------------------- | ---------------------------------------------------- | ---------------------------------------------------- |
| 14.                                                  | "Lover in Me"                                        | Gomez D. James Haywood Brian Lee Stuart Crichton                                   | Dreamlab Lee                                         | 3:29                                                 |
| 15.                                                  | "I Like It That Way"                                 | Joshua Coleman Hindlin Rickard Göransson Fransisca Hall Alexander Castillo Vasquez | Ammo A.C. [c] Beckley [a]                            | 4:16                                                 |

| Amazon.com bonus track | Amazon.com bonus track                 | Amazon.com bonus track | Amazon.com bonus track | Amazon.com bonus track |
| STT                    | Nhan đề                                | Sáng tác               | Producer(s)            | Thời lượng             |
| ---------------------- | -------------------------------------- | ---------------------- | ---------------------- | ---------------------- |
| 14.                    | "Come & Get It" (DJ Laszlo Club Remix) | Dean Eriksen Hermansen | Stargate DJ Laszlo     | 7:42                   |

| Japanese deluxe edition bonus track | Japanese deluxe edition bonus track        | Japanese deluxe edition bonus track | Japanese deluxe edition bonus track | Japanese deluxe edition bonus track |
| STT                                 | Nhan đề                                    | Sáng tác                            | Producer(s)                         | Thời lượng                          |
| ----------------------------------- | ------------------------------------------ | ----------------------------------- | ----------------------------------- | ----------------------------------- |
| 16.                                 | "Come & Get It" (Jump Smokers Radio Remix) | Dean Eriksen Hermansen              | Stargate Jump Smokers               | 3:40                                |

| Japanese deluxe edition bonus DVD | Japanese deluxe edition bonus DVD         | Japanese deluxe edition bonus DVD |
| STT                               | Nhan đề                                   | Thời lượng                        |
| --------------------------------- | ----------------------------------------- | --------------------------------- |
| 1.                                | "Come & Get It" (music video)             |                                   |
| 2.                                | "Slow Down" (music video)                 |                                   |
| 3.                                | "Stars Dance" (track by track commentary) |                                   |

| Walmart deluxe version DVD | Walmart deluxe version DVD         | Walmart deluxe version DVD |
| STT                        | Nhan đề                            | Thời lượng                 |
| -------------------------- | ---------------------------------- | -------------------------- |
| 1.                         | "Hit the Lights" (live)            | 3:25                       |
| 2.                         | "Who Says" (live)                  | 3:21                       |
| 3.                         | "Love You Like a Love Song" (live) | 3:41                       |
| 4.                         | "Come & Get It" (live)             | 3:50                       |
| 5.                         | "Naturally" (live)                 | 3:15                       |

## Xếp hạng
| Bảng xếp hạng (2013)            | Vị trí cao nhất |
| ------------------------------- | --------------- |
| Argentinian Albums Chart        | 5               |
| Australian Albums Chart         | 8               |
| Austrian Albums Chart           | 6               |
| Belgian Albums Chart (Flanders) | 5               |
| Belgian Albums Chart (Wallonia) | 10              |
| Brazilian Albums Chart          | 8               |
| Canadian Albums Chart           | 1               |
| China Albums Chart              | 80              |
| Czech Albums Chart              | 16              |
| Danish Albums Chart             | 2               |
| Dutch Albums Chart              | 10              |
| Finnish Albums Chart            | 17              |
| French Albums Chart             | 12              |
| German Albums Chart             | 4               |
| Greek Albums Chart              | 24              |
| Hungarian Albums Chart          | 16              |
| Irish Albums Chart              | 9               |
| Italian Albums Chart            | 4               |
| Mexican Albums Chart            | 1               |
| New Zealand Albums Chart        | 5               |
| Norwegian Albums Chart          | 1               |
| Polish Albums Chart             | 5               |
| Portuguese Albums Chart         | 2               |
| Scottish Albums Chart           | 21              |
| Spanish Albums Chart            | 4               |
| Swedish Albums Chart            | 46              |
| Swiss Albums Chart              | 6               |
| UK Albums Chart                 | 14              |
| Album Hoa Kỳ Billboard 200      | 1               |

| Bảng xếp hạng (2013)               | Vị trí |
| ---------------------------------- | ------ |
| Canadian Albums (Billboard)        | 42     |
| Belgian Albums (Ultratop Flanders) | 62     |
| Belgian Albums (Ultratop Wallonia) | 76     |
| France Albums Charts               | 148    |
| US Billboard 200                   | 101    |

| Quốc gia                                                                           | Chứng nhận | Số đơn vị/doanh số chứng nhận |
| ---------------------------------------------------------------------------------- | ---------- | ----------------------------- |
| Argentina (CAPIF)                                                                  | Vàng       | 20.000^                       |
| Brasil (Pro-Música Brasil)                                                         | Bạch kim   | 40.000*                       |
| Canada (Music Canada)                                                              | Vàng       | 40,000                        |
| Colombia                                                                           | Vàng       | 5,000                         |
| México (AMPROFON)                                                                  | Vàng       | 30.000^                       |
| Bồ Đào Nha (AFP)                                                                   | Bạch kim   | 15.000^                       |
| * Chứng nhận dựa theo doanh số tiêu thụ. ^ Chứng nhận dựa theo doanh số nhập hàng. |            |                               |